# Distrito no metropolitano
Un distrito no metropolitano es una entidad subnacional de Inglaterra a nivel de distrito y una subdivisión de un condado no metropolitano. Con la Ley de Gobierno Local de 1972, que entró en vigor el 1 de abril de 1974, se crearon los 296 distritos no metropolitanos originales. Las reformas llevadas a cabo en la década de 1990 y en 2009 redujeron el número a 201, repartidos en 27 condados no metropolitanos. Algunos tienen, además, los estatus de municipio y ciudad.
| Condado no metropolitano | Condado no metropolitano | Distritos no metropolitanos |
| ------------------------ | ------------------------ | --- |
|                          | Buckinghamshire          | Aylesbury Vale, Chiltern, South Bucks y Wycombe |
|                          | Cambridgeshire           | Cambridge, East Cambridgeshire, Fenland, Huntingdonshire y South Cambridgeshire                                                                     |
|                          | Cumbria                  | Allerdale, Barrow-in-Furness, Carlisle, Copeland, Eden y South Lakeland                                                                             |
|                          | Derbyshire               | Amber Valley, Bolsover, Chesterfield, Derbyshire Dales, Erewash, High Peak, North East Derbyshire y South Derbyshire                                |
|                          | Devon                    | East Devon, Exeter, Mid Devon, North Devon, South Hams, Teignbridge, Torridge y West Devon                                                          |
|                          | Dorset                   | Weymouth and Portland, West Dorset, North Dorset, Purbeck, East Dorset y Christchurch                                                               |
|                          | Essex                    | Basildon, Braintree, Brentwood, Castle Point, Chelmsford, Colchester, Epping Forest, Harlow, Maldon, Rochford, Uttlesford y Tendring                |
|                          | Gloucestershire          | Cheltenham, Cotswold, Gloucester, Forest of Dean, Stroud y Tewkesbury                                                                               |
|                          | Hampshire                | Basingstoke and Deane, East Hampshire, Eastleigh, Fareham, Gosport, Hart, Havant, New Forest, Rushmoor, Test Valley y Winchester                    |
|                          | Hertfordshire            | Broxbourne, Dacorum, East Hertfordshire, Hertsmere, North Hertfordshire, St. Albans, Stevenage, Three Rivers, Watford y Welwyn Hatfield             |
|                          | Kent                     | Ashford, Canterbury, Dartford, Dover, Gravesham, Maidstone, Sevenoaks, Folkestone and Hythe, Swale, Thanet, Tonbridge and Malling y Tunbridge Wells |
|                          | Lancashire               | Burnley, Chorley, Fylde, Hyndburn, Lancaster, Pendle, Preston, Ribble Valley, Rossendale, South Ribble, West Lancashire y Wyre                      |
|                          | Leicestershire           | Blaby, Charnwood, Harborough, Hinckley and Bosworth, Melton, North West Leicestershire y Oadby and Wigston                                          |
|                          | Lincolnshire             | Boston, East Lindsey, Lincoln, North Kesteven, South Holland, South Kesteven y West Lindsey                                                         |
|                          | Norfolk                  | Norwich, Breckland, Broadland, Great Yarmouth, King's Lynn and West Norfolk, North Norfolk y South Norfolk                                          |
|                          | Northamptonshire         | Corby, Daventry, East Northamptonshire, Kettering, Northampton, South Northamptonshire y Wellingborough                                             |
|                          | Nottinghamshire          | Ashfield, Bassetlaw, Broxtowe, Gedling, Mansfield, Newark and Sherwood y Rushcliffe                                                                 |
|                          | Oxfordshire              | Cherwell, Oxford, South Oxfordshire, Vale of White Horse y West Oxfordshire                                                                         |
|                          | Somerset                 | Mendip, Sedgemoor, South Somerset, Taunton Deane y West Somerset                                                                                    |
|                          | Staffordshire            | Cannock Chase, East Staffordshire, Lichfield, Newcastle-under-Lyme, South Staffordshire, Stafford, Staffordshire Moorlands y Tamworth               |
|                          | Suffolk                  | Babergh, Forest Heath, Ipswich, Mid Suffolk, St. Edmundsbury, Suffolk Coastal y Waveney                                                             |
|                          | Surrey                   | Elmbridge, Epsom and Ewell, Guildford, Mole Valley, Reigate and Banstead, Runnymede, Spelthorne, Surrey Heath, Tandridge, Waverley y Woking         |
|                          | Sussex Occidental        | Adur, Arun, Chichester, Crawley, Horsham, Mid Sussex y Worthing                                                                                     |
|                          | Sussex Oriental          | Eastbourne, Hastings, Lewes, Rother y Wealden |
|                          | Warwickshire             | North Warwickshire, Nuneaton and Bedworth, Rugby, Stratford-on-Avon y Warwick                                                                       |
|                          | Worcestershire           | Bromsgrove, Malvern Hills, Redditch, Worcester, Wychavon y Wyre Forest                                                                              |
|                          | Yorkshire del Norte      | Craven, Hambleton, Harrogate, Richmondshire, Ryedale, Scarborough y Selby                                                                           |